# Esteban Domínguez
Eduardo Esteban Domínguez (Córdoba, Argentina, 14 de julio de 1967) es un exfutbolista argentino. Se desempeñaba como portero y militó en diversos clubes de Argentina, Perú y México. Fue pareja de la modelo peruana, Viviana Rivasplata.

## Clubes
| Club                  | País      | Año       |
| --------------------- | --------- | --------- |
| Racing de Córdoba     | Argentina | 1988-1990 |
| Talleres de Córdoba   | Argentina | 1991-1993 |
| Juan Aurich           | Perú      | 1994-1995 |
| Chivas de Guadalajara | México    | 1996-1997 |
| Sport Boys            | Perú      | 1997      |
| Lawn Tennis           | Perú      | 1998      |
| Deportivo Municipal   | Perú      | 1999-2000 |
| Huracán               | Argentina | 2001-2002 |
| Sportivo Belgrano     | Argentina | 2004      |